# ワラジムシ目
ワラジムシ目（ワラジムシもく）および等脚目（とうきゃくもく、学名: Isopoda）は、軟甲綱真軟甲亜綱フクロエビ上目に属する甲殻類の分類群である。等脚類（とうきゃくるい、英: isopod）と総称され、ワラジムシ、フナムシ、ダンゴムシなどを含む。陸上、海水、淡水に住み、体長は0.5 - 1.5 cmのものが多い。雑食性であるが、寄生性の種や海中の木材に穴をあける種もいる。

## 概要
等脚類には非常に多様な動物が含まれる。陸に進出した甲殻類は多くがこの類である。その種類数は約5000種とされ、フクロエビ上目では最も多い。あまり大きくなるものは少なく、ほとんどが小型の動物である。最大のものはダイオウグソクムシ（体長50 cm）である。
体は扁平気味で細長く、背甲が大きく発達しないため、全体に体節に分かれ、腹面に足が並ぶ様子は端脚目にも似ている。陸産種もあり、身近なものも含まれるが、その多様性の大部分が海中にある、という点でも共通している。

## 形態
以下のような共有派生形質を持つ。
1. 複眼に柄が無く、固着眼となっている
2. 背甲が発達しない
3. 胸節の附属肢は歩脚状で、外肢を欠く
4. 第二触角は単枝型
5. 第6腹節が尾節と癒合し、腹尾節 (pleotelson) となる
6. 二相性の脱皮（biphasic moulting、体の前半・後半の殻を別々に脱ぐ）を行う
7. 心臓が後方（胸節から腹節）にある
8. 主に腹肢でガス交換を行う
9. 中腸以外の消化管が外胚葉性
10. 横紋筋に特有の微細構造を持つ
11. 第一顎脚に触肢を持たない
12. 第一触角は単枝型、触角鱗はない
13. 尾脚は常に単関節

この内1-4は端脚類、5はタナイス目の一部と共通する。
頭部、胸部、腹部は外見からはっきり区別できる。全体に同じような体節がならんでいるように見える例が多い。
頭部に見える節は胸部の第1節（時に第2節まで）が融合しているので、実際には頭胸部であるが、実質的には頭部をなす。
胸部の附属肢のうち、第1対は顎脚となる。腹部の附属肢は2叉形。この部分が拡張して育児嚢となる例も多い。陸産種ではここに腔所を生じて空気呼吸する。

## 分類

### スナナナフシ亜目 Microcerberidea
- スナナナフシ科 Microcerberidae

### ミズムシ亜目 Asellota
- ウミミズムシ科 Janiridae

### ワラジムシ亜目 Oniscidea
- フナムシ科 Ligiidae
- ナガワラジムシ科 Trichoniscidae
- ヒゲナガワラジムシ科 Olibrinidae
- ウミベワラジムシ科 Scypacidae
- ヒメワラジムシ科 Philosciidae
- ホンワラジムシ科 Oniscidae
- ハヤシワラジムシ科（トウヨウワラジムシ科） Trachelipidae
- ワラジムシ科 Porcellionidae
- コシビロダンゴムシ科 Armadillidae
- オカダンゴムシ科 Armadillidiidae
- ハマダンゴムシ科 Tylidae

### ヘラムシ亜目 Valvifera
- ヘラムシ科 Idoteidae

### ヤドリムシ亜目 Epicaridea
- キプロニスクス科 Cyproniscidae
  - Onisocryptus ovalis ウミホタルガクレ: 雌のウミホタルの背甲内に寄生し宿主の卵を養分にする寄生性の種[3]。

### コツブムシ亜目 Spaheromatidea
- コツブムシ科 Sphaeromatidae
  - イソコツブムシ属 Gnorimosphaeroma
  - シオムシ属 Tecticeps

### ウオノエ亜目 Cymothoida
- ウミナナフシ科 Paranthuridae
- Anthuridae
- Hyssuridae
- Antheluridae
- エビヤドリムシ科 Bopyridae
  - エビヤドリムシ属 Bopyrus
    - エビヤドリムシ Bopyrus squillarum
- Cryptoniscidae
- ウミクワガタ科 Gnathiidae
- スナホリムシ科 Cirolanidae
  - Bathynomus
    - オオグソクムシ Bathynomus doederleini : 日本最大のワラジムシ目
    - ダイオウグソクムシ Bathynomus giganteus (Giant isopod) : 体長35 cm。ワラジムシ目中最大の種。
- グソクムシ科 Aegidae
- ウオノエ科 Cymothoidae
  - Rhexanella
    - タイノエ Rhexanella verrucosa

  - Nerocila
    - ウオノコバン Nerocila acuminata
- ニセウオノエ科 Corallanidae
  - Tachaea
    - エビノコバン Tachaea chinensis

### キクイムシ亜目 Limnoriidea
- キクイムシ科 Limnoriidae
  - キクイムシ属 Limnoria
    - キクイムシ Limnoria tripunctata　:体長1-4mm程度。黄白色をしていて体表には細かい毛が密生している。木材などにも穿孔するが褐藻アラメの仮根部などからも見つかる。

### Phoratopidea
- Phoratopodidae